# Forțele aeropurtate

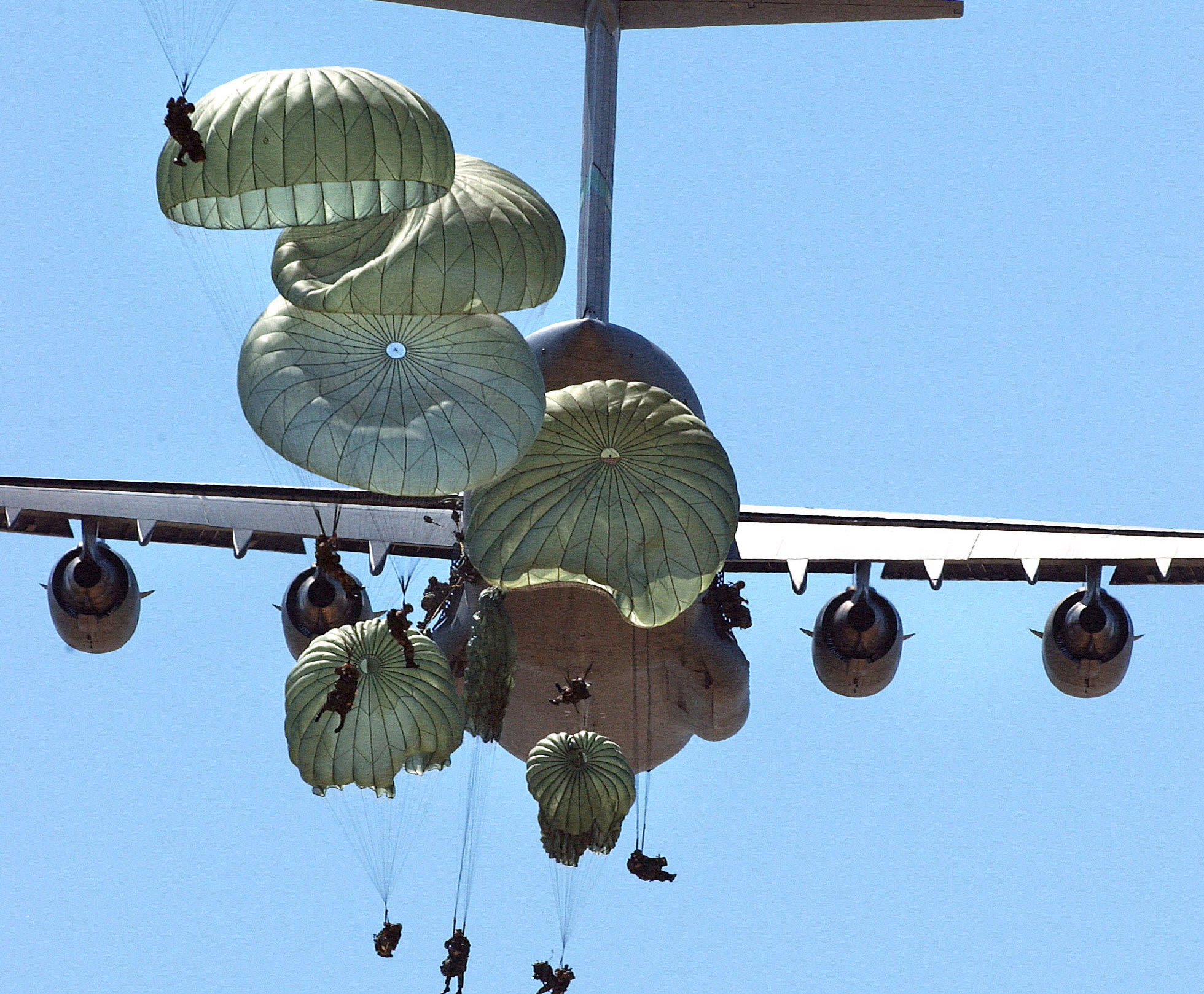
Paraşutişti din a 82ª Divizie Aeropurtată a Statelor Unite sărind dintr-un avion C-17 Globemaster III.

Forțele aeropurtate sunt unități militare, în mod normal infanterie ușoară, transportate în aeronave și lansate în luptă. În acest fel pot să fie așezate în spatele liniilor inamice, și au posibilitatea să fie desfășurate în orice loc fără să atraga mult atenția. Unitatea este limitată de numărul și mărimea aeronavelor, o forță mare poate apărea prin surpriză în minute, cu o acțiune numită învăluire verticală.
Totuși, forțele aeropurtate sunt lipsite în general de resurse și echipament pentru operații de luptă prelungite, deci sunt eficiente în operații ca podul aerian, nu în ocupații de lungă durată. În plus operațiile cu parașutiști sunt sensibile în condiții meteorologice adverse.
Îmbunătățirea tehnologiei elicopterelor după Al Doilea Război Mondial a mărit flexibilitatea operațiilor aeropurtate, substituind transportul unitatilor de parașutiști cu unități transportate in elicoptere. Totuși multe țări continuă să-și păstreze unitățile de parașutiști.

## Introducere
Forțele aeropurtate pot fi împărțite în trei categorii:
- Parașutiști care se lansează dintr-un avion.
- Trupe aeropurtate care aterizează cu aeronave.
- Infanteria aeromobil sau trupe de asalt aerian, transportate pe câmpul de luptă cu elicoptere sau avioane.

Avantajul de bază a forțelor aeropurtate este atingerea unui punct în timp scurt unde nu se poate forma o forță de aparare inamică coerentă. Se știe că acest avantaj tactic nu se poate menține mult timp, deci misiunile aeropurtate eficiente au nevoie de o înaintare rapidă de trupe terestre pentru sprijin.

## Originea
Ideea de soldați ai cerului nu este recentă; Benjamin Franklin a pevăzut că vor exista soldați desfășurați din cer, cu o înțelegere rudimentară și arhaică a parașutelor. Prima acțiune modernă de folosire a forțelor de parașutiști a fost în 1918. Spre sfârșitul primului război mondial generalul de brigadă Billy Mitchell a propus lansarea unor părti a primerei divizii de infanterie a Statelor Unite în spatele liniilor germane aproape de Metz. Totuși războiul s-a terminat înainte ca atacul să fie plănuit serios.
Prima unitate de parașutiști s-a format în noiembrie din 1927 în Italia. După câțiva ani s-au format mai multe batalioane și divizii de elită, Folgore și Nembo. Chiar dacă au fost folosiți în luptă din Al Doilea Război Mondial, niciodată nu au fost lansați în parașute.
În această epocă Uniunea Sovietică de asemenea experimenta această idee, planeând lansări complete de unități cu vehicule. Pentru a antrena o suficientă cantitate de parașutiști, s-au creat cluburi pe tot cuprinsul țării cu intenția de a transfera membri experți în cadrul forțelor armate. Planul a fost dezvoltat și în 1935 s-a realizat o demonstrație la Kiev în fața diverselor delegații straine, unde s-au lansat 2.500 parașutiști.
Una dintre delegații, a Germaniei, era în special interesată de idee. În 1936, Mayor Immans a primit ordinul să creeze o școala de parașutism și să primească un numar suficient de avioane Junkers Ju 52 pentru antrenament. Acestea au fost mondificate puțin pentru a putea fi folosite de către parașutiști. Alte națiuni, ca Japonia de asemenea organiza unitățile aeropurtate în acel moment.